# Franco Bertinetti
Franco Bertinetti (Vercelli, 14 de julio de 1923-Marsella, 6 de marzo de 1995) fue un deportista italiano que compitió en esgrima, especialista en la modalidad de espada.
Participó en dos Juegos Olímpicos de Verano en los años 1952 y 1956, obteniendo dos medallas, oro en Helsinki 1952 y oro en Melbourne 1956. Ganó ocho medallas en el Campeonato Mundial de Esgrima entre los años 1953 y 1958.

## Palmarés internacional
| Juegos Olímpicos   | Juegos Olímpicos            | Juegos Olímpicos  | Juegos Olímpicos   |
| Año                | Lugar                       | Medalla           | Prueba             |
| ------------------ | --------------------------- | ----------------- | ------------------ |
| 1952               | Helsinki (Finlandia)        | Medalla de oro    | Espada por equipos |
| 1956               | Melbourne (Australia)       | Medalla de oro    | Espada por equipos |
| Campeonato Mundial |                             |                   |                    |
| Año                | Lugar                       | Medalla           | Prueba             |
| 1953               | Bruselas (Bélgica)          | Medalla de oro    | Espada por equipos |
| 1954               | Luxemburgo (Luxemburgo)     | Medalla de oro    | Espada por equipos |
| 1954               | Luxemburgo (Luxemburgo)     | Medalla de bronce | Espada individual  |
| 1955               | Roma (Italia)               | Medalla de oro    | Espada por equipos |
| 1955               | Roma (Italia)               | Medalla de plata  | Espada individual  |
| 1957               | París (Francia)             | Medalla de oro    | Espada por equipos |
| 1957               | París (Francia)             | Medalla de bronce | Espada individual  |
| 1958               | Filadelfia (Estados Unidos) | Medalla de oro    | Espada por equipos |